# Kirche Kremitten
Koordinaten: 54° 39′ N, 20° 57′ O
Die Kirche in Kremitten (vor 1920 auch Cremitten, russisch Кирха Кремиттена Kircha Kremittena) war ein um 1360/1370 vollendeter Backsteinbau auf Feldsteinfundament und diente von der Reformation bis 1945 als evangelisches Gotteshaus. Von dem Gebäude findet sich heute in dem jetzt Losowoje genannten Ort in der russischen Oblast Kaliningrad (Gebiet Königsberg (Preußen)) lediglich noch ein zugewachsener Trümmerhaufen.

## Geographische Lage
Losowoje liegt am Nordufer des Pregel (russisch: Pregoja) und südlich der Fernstraße A 229 (früher deutsche Reichsstraße 1, heute auch Europastraße 28 und 77), zehn Kilometer von der Stadt Gwardeisk (Tapiau) entfernt. Die nächste Bahnstation ist Gwardeisk an der Bahnstrecke Kaliningrad–Nesterow (Königsberg–Stallupönen/Ebenrode) (einstige Preußische Ostbahn) zur Weiterfahrt nach Litauen und in das russische Kernland. Vor 1945 war Königlich Kremitten, wie es auch genannt wurde, ein Ortsteil der Gemeinde Langendorf (heute russisch: Sokolniki) im ostpreußischen Kreis Wehlau. Der Standort der Kirche ist schwer auszumachen und an nur wenigen Trümmerresten erkennbar.

## Kirchengebäude

Innenraum der nach 1945 zerstörten Kirche um etwa 1895

Bei der Kremittener Kirche handelte es sich um einen auf Feldsteinfundament errichteten Backsteinbau. Mit dem Bau der Kirche wurde 1340 begonnen, und sie wurde in den Jahren 1360/1370 fertiggestellt.
Dem Bauwerk wurde der ausgeprägte und unverfälscht beibehaltene Charakter der frühen samländischen Kirchen nachgesagt. Es verfügte über einen polygonalen Chorabschluss, wobei das Gewölbe aus dem 14. und 15. Jahrhundert stammte. Der dreigeschossige Westturm war aus dem 15. Jahrhundert und erhielt 1833 seinen achteckigen Helm.
An den Chorwänden waren Reste mittelalterlicher Wandmalereien auszumachen. Der gotische Schnitzaltar vom Anfang des 16. Jahrhunderts war eines der bedeutendsten Kunstwerke Ostpreußens. Die Bekrönung allerdings stammte aus dem 19. Jahrhundert. Der Triumphbogen war vorreformatorisch (etwa 1500), die Figur des Hl. Georg stammte aus dem beginnenden 16. Jahrhundert. Weitere Ausstattungsgegenstände wie Kanzel, Stände und Emporen waren ebenso wie mehrere Epitaphien und Bilder aus dem 17. und 18. Jahrhundert. Im Jahre 1872 erhielt die Kirche eine Orgel aus der Werkstatt von Rohn in Wormditt (heute polnisch: Orneta). Die beiden Glocken wurden 1855 umgegossen.
Die Kirche kam nahezu unversehrt durch den Zweiten Weltkrieg. Dann jedoch wurde sie ausgeplündert, der Fußboden wurde herausgerissen und die Figuren wurden weggeworfen. Die Außenmauern standen noch in den 1970er-Jahren. 1980 wurde die Ruine gesprengt, um Baumaterial zu gewinnen. Nur noch ein kleiner und völlig überwachsener Trümmerhaufen erinnert heute an das einstige Gotteshaus von Kremitten.

## Kirchengemeinde
Die Gründung einer Kirche in Kremitten soll auf die Zeit um 1260 zurückgehen. Bereits vor 1527 und damit recht früh hatte hier die Reformation Einzug gehalten. Bis 1945 gehörte die Pfarrei mit ihrem weitflächigen Kirchspiel zum Kirchenkreis Wehlau in der Kirchenprovinz Ostpreußen der Kirche der Altpreußischen Union. Bei der Volkszählung 1925 zählte die Kirchengemeinde 3.000 Gemeindeglieder in fast 40 Kirchspielorten.
Aufgrund von Flucht und Vertreibung sowie der restriktiven Kirchenpolitik der Sowjetunion kam das kirchliche Leben nach 1945 im einstigen Ostpreußen und auch im dann Losowoje genannten Ort zum Erliegen. 
Erst in den 1990er Jahren  bildeten sich in der Oblast Kaliningrad neue evangelisch-lutherische Gemeinden. Die Losowoje am nächsten liegende ist die in der Stadt Gwardeisk (Tapiau), einer Filialgemeinde der Auferstehungskirche in Kaliningrad (Königsberg) innerhalb der Propstei Kaliningrad der Evangelisch-lutherischen Kirche Europäisches Russland.

### Kirchspielorte
Vor 1945 gehörten zum Kirchspiel der Kirche Kremitten 38 Kirchspielorte (* = Schulorte):
| Name                             | Russischer Name |  | Name           | Russischer Name |
| -------------------------------- | --------------- |  | -------------- | --------------- |
| Albrechtshof                     |                 |  | Kuxtern        | Kurgan          |
| Bartenhof                        | Jablonowka      |  | Langendorf     | Sokolniki       |
| Behlacken                        | Gruschewka      |  | Lieblacken     | Dobroljubowo    |
| *Biothen                         | Malinowka       |  | Luxhaus        | Serowo          |
| Bonslack                         | Gorki           |  | Podewitten     | Malinowka       |
| Brandt                           |                 |  | Podollen       | Losowoje        |
| Eichen                           | Kalinowka       |  | *Pomedien      | Pruschaly       |
| Ellerlack                        |                 |  | Popehnen       | Swenjewoje      |
| Fichtenhof                       |                 |  | Adlig Popelken | Cholmy          |
| Glücklack                        |                 |  | Rauschninken   |                 |
| Gubehnen                         | Olenino         |  | Schalwen       | Fruktuwoje      |
| Groß Pogirmen                    |                 |  | *Schiewenau    | Borskoje        |
| Heidekrug                        |                 |  | Schöneberg     |                 |
| *Irglacken                       | Kalinkowo       |  | Stampelken     | Ossinowka       |
| Kirkenau                         |                 |  | Tarse          |                 |
| Klein Birkenfeld                 | Wolnoje         |  | Thulpörschken  | Markowo         |
| Klein Pogirmen                   |                 |  | Treuschhof     |                 |
| Kleinhof                         |                 |  | Waldburg       | Pribreschnoje   |
| *Kremitten (Adlig und Königlich) | Losowoje        |  | *Wargienen     | Welikolukskoje  |

### Pfarrer
Als evangelische Geistliche amtierten von der Reformation bis zum Ende des Zweiten Weltkrieges an der Kirche Kremitten 18 Pfarrer:
| - NN., bis 1527 - Johann Ortle, ab 1527 - Gallus Heynitz, 1544 - Briccius Lehmann, ab 1548 - Raphael N., 1560–1563 - Lucas Knieper, 1564–1568 - Crispin Radewalt, 1568–1589 - Martin Forqver, 1590–1591 - Johann Morgenstern, 1591–1593 - Bartholomäus Rodemann, 1593–1602 - Friedrich Sommer, 1602–1603 - Johann Sperber, 1603–1613 - Johann Preuß, 1613–1622 - Michael Bernhardi, 1622–1633 - Michael Pormann, 1633–1640 - Friedrich Häupt, 1640–1663 - Martin Friedrich Dorn, 1659–1663 - Caspar Wegner, 1663–1670 | - Heinrich Lang, 1670–1673 - Erdmann Lehmann, 1673–1679 - Gottfried Albrecht Nicolai, 1679–1708 - Zacharias Kirschkopf, 1708–1730 - Gottfried Salomo Wahl, 1730–1733 - Johann Bernhard Stein, 1733–1751 - Johann Heinrich Krippenstapel, 1752–1757 - Johann Bernhard Dorn, 1757–1765 - Johann Gottfried Kraft, 1766–1785 - Christian Gottlieb Köhler, 1785–1842 - Johann Otto Gallandi, 1836–1842 - Heinrich Wilhelm Ziegler, 1842–1853 - Julius Hermann Eduard Toop, 1853–1869 - Julius Richard Kittlaus, 1870–1883 - David Heinrich Jodtka, 1884–1899 - Friedrich Hermann Schulz, 1896–1935 - Horst Makowsky, 1936–1940 - Kurt Storck, 1941–1945 |